# Europees kampioenschap handbal vrouwen 2012
Het 10e Europees kampioenschap handbal vrouwen werd van dinsdag 4 december 2012 tot en met zondag 16 december gehouden in Servië. Titelverdediger Noorwegen moest ditmaal genoegen nemen met de tweede plaats in de eindrangschikking.
Oorspronkelijk zou het toernooi worden gehouden in Nederland. Op 4 juni 2012 werd bekendgemaakt dat de Europese Handbalfederatie (EHF) Nederland de organisatie afnam door dat de Nederlandse handbalfederatie de accommodaties niet kon aanpassen en had daarvoor 1,2 miljoen euro nodig. De EHF moest zo spoedig mogelijk een nieuw gastland aanstellen. Op 18 juni 2012 maakte de Europese handbalfederatie bekend dat het toernooi zal worden gehouden in Servië. Op 21 augustus 2013 kreeg de Nederlandse handbalfederatie een boete van 550.000 euro voor het teruggeven van de organisatie. Uiteindelijk heeft de NHV 220 duizend euro boete aan de EHF moeten betalen.

## Speelsteden
Vijf locaties in vier steden zijn geselecteerd voor het spelen van de wedstrijden:
| Groepsfase                            | Groepsfase                           | Groepsfase                    | Groepsfase |
| ------------------------------------- | ------------------------------------ | ----------------------------- | ---------- |
| Vršac                                 | Niš                                  | Belgrado                      |            |
| Millennium Center Capaciteit: 4.058   | Čair Sports Center Capaciteit: 4.000 | Hala Pionir Capaciteit: 8.150 |            |
|                                       |                                      |                               |            |
| Groepsfase en knock-outfase           | Knockout stage                       | Belgrade Niš Novi Sad Vršac   |            |
| Novi Sad                              | Belgrado                             | Belgrade Niš Novi Sad Vršac   |            |
| Spens Sports Center Capaciteit: 8.000 | Kombank Arena Capaciteit: 19.982     | Belgrade Niš Novi Sad Vršac   |            |
|                                       |                                      | Belgrade Niš Novi Sad Vršac   |            |

## Gekwalificeerde teams
| Land       | Gekwalificeerd als            | Datum van kwalificatie |
| ---------- | ----------------------------- | ---------------------- |
| Nederland  | Voormalig gastland            | 27 september 2008      |
| Noorwegen  | Titelverdediger               | 19 december 2010       |
| Kroatië    | Winnaar kwalificatiegroep 6   | 24 maart 2012          |
| Tsjechië   | Nummer 2 kwalificatiegroep 5  | 25 maart 2012          |
| Zweden     | Winnaar kwalificatiegroep 5   | 25 maart 2012          |
| Duitsland  | Winnaar kwalificatiegroep 1   | 30 mei 2012            |
| Hongarije  | Nummer 2 kwalificatiegroep 1  | 30 mei 2012            |
| Roemenië   | Winnaar kwalificatiegroep 2   | 30 mei 2012            |
| Servië     | Nummer 2 kwalificatiegroep 2  | 30 mei 2012            |
| Frankrijk  | Winnaar kwalificatiegroep 4   | 30 mei 2012            |
| Denemarken | Nummer 2 kwalificatiegroep 6  | 2 juni 2012            |
| Spanje     | Nummer 2 kwalificatiegroep 7  | 2 juni 2012            |
| Oekraïne   | Winnaar kwalificatiegroep 7   | 3 juni 2012            |
| Macedonië  | Nummer 2 kwalificatiegroep 4  | 3 juni 2012            |
| Montenegro | Winnaar kwalificatiegroep 3   | 3 juni 2012            |
| Rusland    | Nummer 2 kwalificatiegroep 3  | 3 juni 2012            |
| IJsland    | kreeg de plaats van Nederland | 3 juni 2012            |

## Loting
De loting was gepland voor 6 juni 2012 om 14:00 uur in Rotterdam, Nederland. De procedure van de loting werd bekendgemaakt op 15 mei 2012, maar werd geannuleerd door de terugtrekking van het Nederlandse handbalverbond. De loting werd geherprogrammeerd voor 22 juni 2012 in Monaco.
| Pot 1                                      | Pot 2                                         | Pot 3                                        | Pot 4                                     |
| ------------------------------------------ | --------------------------------------------- | -------------------------------------------- | ----------------------------------------- |
| - Noorwegen - Zweden - Kroatië - Frankrijk | - Roemenië - Montenegro - Hongarije - IJsland | - Oekraïne - Duitsland - Servië - Denemarken | - Spanje - Rusland - Tsjechië - Macedonië |

## Eerste groepsfase
|  | Gekwalificeerd voor de hoofdronde |

### Groep A
| Pos | Team      | Wed | W | G | V | DV | DT | DS | Ptn |
| --- | --------- | --- | - | - | - | -- | -- | -- | --- |
| 1   | Noorwegen | 3   | 3 | 0 | 0 | 67 | 62 | +5 | 6   |
| 2   | Servië    | 3   | 2 | 0 | 1 | 79 | 75 | +4 | 4   |
| 3   | Tsjechië  | 3   | 1 | 0 | 2 | 68 | 71 | −3 | 2   |
| 4   | Oekraïne  | 3   | 0 | 0 | 3 | 62 | 68 | −6 | 0   |

| 4 december 2012 17:45 | Oekraïne      | 22 – 25 | Tsjechië             | Kombank Arena, Belgrado Toeschouwers: 450 Scheidsrechters: Brehmer, Skowronek (POL) |
| 4 december 2012 17:45 | Borshchenko 7 | (7–12)  | Štěrbová, Luzumová 6 | Kombank Arena, Belgrado Toeschouwers: 450 Scheidsrechters: Brehmer, Skowronek (POL) |
| 4 december 2012 17:45 | 4× 6×         | verslag | 3× 2×                | Kombank Arena, Belgrado Toeschouwers: 450 Scheidsrechters: Brehmer, Skowronek (POL) |

| 4 december 2012 20:15 | Noorwegen          | 28 – 26 | Servië       | Kombank Arena, Belgrado Toeschouwers: 5.000 Scheidsrechters: Marín, García (ESP) |
| 4 december 2012 20:15 | Riegelhuth Koren 8 | (17–12) | Ognjenović 9 | Kombank Arena, Belgrado Toeschouwers: 5.000 Scheidsrechters: Marín, García (ESP) |
| 4 december 2012 20:15 | 3× 4× 1×           | verslag | 4× 6×        | Kombank Arena, Belgrado Toeschouwers: 5.000 Scheidsrechters: Marín, García (ESP) |

| 6 december 2012 18:15 | Servië                 | 25 – 23 | Oekraïne     | Kombank Arena, Belgrado Toeschouwers: 4.000 Scheidsrechters: Florescu, Duţă (ROU) |
| 6 december 2012 18:15 | Popović, Damnjanović 5 | (14–10) | Managarova 7 | Kombank Arena, Belgrado Toeschouwers: 4.000 Scheidsrechters: Florescu, Duţă (ROU) |
| 6 december 2012 18:15 | 4× 3×                  | verslag | 4× 7×        | Kombank Arena, Belgrado Toeschouwers: 4.000 Scheidsrechters: Florescu, Duţă (ROU) |

| 6 december 2012 20:15 | Tsjechië    | 19 – 21 | Noorwegen | Kombank Arena, Belgrado Toeschouwers: 450 Scheidsrechters: Crnojević, Kostecki-Radić (CRO) |
| 6 december 2012 20:15 | Poznarová 5 | (12–10) | Sulland 8 | Kombank Arena, Belgrado Toeschouwers: 450 Scheidsrechters: Crnojević, Kostecki-Radić (CRO) |
| 6 december 2012 20:15 | 4×          | verslag | 3×        | Kombank Arena, Belgrado Toeschouwers: 450 Scheidsrechters: Crnojević, Kostecki-Radić (CRO) |

| 8 december 2012 18:15 | Noorwegen | 18 – 17 | Oekraïne              | Kombank Arena, Belgrado Toeschouwers: 1.554 Scheidsrechters: Stoļarovs, Līcis (LAT) |
| 8 december 2012 18:15 | Sulland 6 | (8–11)  | Glibko, Borshchenko 4 | Kombank Arena, Belgrado Toeschouwers: 1.554 Scheidsrechters: Stoļarovs, Līcis (LAT) |
| 8 december 2012 18:15 | 3×        | verslag | 2× 9× 1×              | Kombank Arena, Belgrado Toeschouwers: 1.554 Scheidsrechters: Stoļarovs, Līcis (LAT) |

| 8 december 2012 20:15 | Servië             | 28 – 24 | Tsjechië           | Kombank Arena, Belgrado Toeschouwers: 4.000 Scheidsrechters: Horvárth, Márton (HUN) |
| 8 december 2012 20:15 | Lekić, Pop-Lazić 6 | (12–15) | Černá, Chrenková 6 | Kombank Arena, Belgrado Toeschouwers: 4.000 Scheidsrechters: Horvárth, Márton (HUN) |
| 8 december 2012 20:15 | 3× 6×              | verslag | 3×                 | Kombank Arena, Belgrado Toeschouwers: 4.000 Scheidsrechters: Horvárth, Márton (HUN) |

### Groep B
| Pos | Team       | Wed | W | G | V | DV | DT | DS  | Ptn |
| --- | ---------- | --- | - | - | - | -- | -- | --- | --- |
| 1   | Frankrijk  | 3   | 2 | 0 | 1 | 80 | 61 | +19 | 4   |
| 2   | Denemarken | 3   | 2 | 0 | 1 | 91 | 84 | +7  | 4   |
| 3   | Zweden     | 3   | 2 | 0 | 1 | 70 | 65 | +5  | 4   |
| 4   | Macedonië  | 3   | 0 | 0 | 3 | 61 | 92 | −31 | 0   |

| 4 december 2012 18:15 | Frankrijk  | 29 – 16 | Macedonië   | Čair Sports Center, Niš Toeschouwers: 750 Scheidsrechters: Horvárth, Márton (HUN) |
| 4 december 2012 18:15 | Baudouin 8 | (15–10) | Portjanko 6 | Čair Sports Center, Niš Toeschouwers: 750 Scheidsrechters: Horvárth, Márton (HUN) |
| 4 december 2012 18:15 | 3× 2×      | verslag | 2×          | Čair Sports Center, Niš Toeschouwers: 750 Scheidsrechters: Horvárth, Márton (HUN) |

| 4 december 2012 20:15 | Zweden  | 27 – 26 | Denemarken  | Čair Sports Center, Niš Toeschouwers: 300 Scheidsrechters: Florescu, Duţă (ROU) |
| 4 december 2012 20:15 | Ahlm 10 | (13–15) | Jørgensen 6 | Čair Sports Center, Niš Toeschouwers: 300 Scheidsrechters: Florescu, Duţă (ROU) |
| 4 december 2012 20:15 | 1×      | verslag | 3× 4×       | Čair Sports Center, Niš Toeschouwers: 300 Scheidsrechters: Florescu, Duţă (ROU) |

| 6 december 2012 18:15 | Macedonië    | 15 – 26 | Zweden       | Čair Sports Center, Niš Toeschouwers: 300 Scheidsrechters: Stoļarovs, Līcis (LAT) |
| 6 december 2012 18:15 | Bajramoska 4 | (8–11)  | Torstenson 8 | Čair Sports Center, Niš Toeschouwers: 300 Scheidsrechters: Stoļarovs, Līcis (LAT) |
| 6 december 2012 18:15 | 2×           | verslag | 2× 1×        | Čair Sports Center, Niš Toeschouwers: 300 Scheidsrechters: Stoļarovs, Līcis (LAT) |

| 6 december 2012 20:15 | Denemarken           | 28 – 27 | Frankrijk          | Čair Sports Center, Niš Toeschouwers: 200 Scheidsrechters: Brehmer, Skowronek (POL) |
| 6 december 2012 20:15 | Nørgaard, Burgaard 7 | (15–12) | Baudouin, Njitam 5 | Čair Sports Center, Niš Toeschouwers: 200 Scheidsrechters: Brehmer, Skowronek (POL) |
| 6 december 2012 20:15 | 2×                   | verslag | 3× 1×              | Čair Sports Center, Niš Toeschouwers: 200 Scheidsrechters: Brehmer, Skowronek (POL) |

| 8 december 2012 18:15 | Zweden       | 17 – 24 | Frankrijk        | Čair Sports Center, Niš Toeschouwers: 500 Scheidsrechters: Crnojević, Kostecki-Radić (CRO) |
| 8 december 2012 18:15 | Torstenson 5 | (8–13)  | Signate, Mendy 4 | Čair Sports Center, Niš Toeschouwers: 500 Scheidsrechters: Crnojević, Kostecki-Radić (CRO) |
| 8 december 2012 18:15 | 2× 1×        | verslag | 4× 2×            | Čair Sports Center, Niš Toeschouwers: 500 Scheidsrechters: Crnojević, Kostecki-Radić (CRO) |

| 8 december 2012 20:15 | Denemarken   | 37 – 30 | Macedonië               | Čair Sports Center, Niš Toeschouwers: 1.000 Scheidsrechters: Marín, García (ESP) |
| 8 december 2012 20:15 | Augustesen 8 | (17–13) | Crvenkoska, Portjanko 7 | Čair Sports Center, Niš Toeschouwers: 1.000 Scheidsrechters: Marín, García (ESP) |
| 8 december 2012 20:15 | 3× 4×        | verslag | 3×                      | Čair Sports Center, Niš Toeschouwers: 1.000 Scheidsrechters: Marín, García (ESP) |

### Groep C
| Pos | Team      | Wed | W | G | V | DV | DT | DS | Ptn |
| --- | --------- | --- | - | - | - | -- | -- | -- | --- |
| 1   | Hongarije | 3   | 2 | 0 | 1 | 83 | 80 | +3 | 4   |
| 2   | Spanje    | 3   | 2 | 0 | 1 | 79 | 73 | +6 | 4   |
| 3   | Duitsland | 3   | 1 | 0 | 2 | 58 | 63 | −5 | 2   |
| 4   | Kroatië   | 3   | 1 | 0 | 2 | 65 | 69 | −4 | 2   |

| 4 december 2012 18:15 | Duitsland   | 20 – 23 | Spanje   | SPC Vojvodina, Novi Sad Toeschouwers: 1.200 Scheidsrechters: Lythje, Christiansen (DEN) |
| 4 december 2012 18:15 | Steinbach 6 | (12–13) | Martín 7 | SPC Vojvodina, Novi Sad Toeschouwers: 1.200 Scheidsrechters: Lythje, Christiansen (DEN) |
| 4 december 2012 18:15 | 4× 5×       | verslag | 4× 3×    | SPC Vojvodina, Novi Sad Toeschouwers: 1.200 Scheidsrechters: Lythje, Christiansen (DEN) |

| 4 december 2012 20:15 | Kroatië | 28 – 27 | Hongarije | SPC Vojvodina, Novi Sad Toeschouwers: 1.800 Scheidsrechters: Opava, Válek (CZE) |
| 4 december 2012 20:15 | Zebić 9 | (15–14) | Tomori 9  | SPC Vojvodina, Novi Sad Toeschouwers: 1.800 Scheidsrechters: Opava, Válek (CZE) |
| 4 december 2012 20:15 | 3× 5×   | verslag | 3× 2×     | SPC Vojvodina, Novi Sad Toeschouwers: 1.800 Scheidsrechters: Opava, Válek (CZE) |

| 5 december 2012 18:15 | Spanje   | 25 – 21 | Kroatië | SPC Vojvodina, Novi Sad Toeschouwers: 2.000 Scheidsrechters: Brunovský, Čanda (SVK) |
| 5 december 2012 18:15 | Mangué 7 | (13–10) | Zebić 7 | SPC Vojvodina, Novi Sad Toeschouwers: 2.000 Scheidsrechters: Brunovský, Čanda (SVK) |
| 5 december 2012 18:15 | 3×       | verslag | 2× 4×   | SPC Vojvodina, Novi Sad Toeschouwers: 2.000 Scheidsrechters: Brunovský, Čanda (SVK) |

| 5 december 2012 20:15 | Hongarije | 24 – 21 | Duitsland | SPC Vojvodina, Novi Sad Toeschouwers: 2.500 Scheidsrechters: Bonaventura, Bonaventura (FRA) |
| 5 december 2012 20:15 | Görbicz 9 | (11–14) | Zapf 5    | SPC Vojvodina, Novi Sad Toeschouwers: 2.500 Scheidsrechters: Bonaventura, Bonaventura (FRA) |
| 5 december 2012 20:15 | 2×        | verslag | 3× 4×     | SPC Vojvodina, Novi Sad Toeschouwers: 2.500 Scheidsrechters: Bonaventura, Bonaventura (FRA) |

| 7 december 2012 18:15 | Hongarije | 32 – 31 | Spanje   | SPC Vojvodina, Novi Sad Toeschouwers: 3.700 Scheidsrechters: Marić, Mašić (SRB) |
| 7 december 2012 18:15 | Tomori 12 | (17–14) | Martín 7 | SPC Vojvodina, Novi Sad Toeschouwers: 3.700 Scheidsrechters: Marić, Mašić (SRB) |
| 7 december 2012 18:15 | 3×        | verslag | 2× 3×    | SPC Vojvodina, Novi Sad Toeschouwers: 3.700 Scheidsrechters: Marić, Mašić (SRB) |

| 7 december 2012 20:15 | Kroatië | 16 – 17 | Duitsland  | SPC Vojvodina, Novi Sad Toeschouwers: 2.100 Scheidsrechters: Gousko, Repkin (BLR) |
| 7 december 2012 20:15 | Zebić 5 | (7–8)   | Augsburg 4 | SPC Vojvodina, Novi Sad Toeschouwers: 2.100 Scheidsrechters: Gousko, Repkin (BLR) |
| 7 december 2012 20:15 | 3× 2×   | verslag | 3× 4×      | SPC Vojvodina, Novi Sad Toeschouwers: 2.100 Scheidsrechters: Gousko, Repkin (BLR) |

### Groep D
| Pos | Team       | Wed | W | G | V | DV | DT | DS  | Ptn |
| --- | ---------- | --- | - | - | - | -- | -- | --- | --- |
| 1   | Montenegro | 3   | 3 | 0 | 0 | 79 | 63 | +16 | 6   |
| 2   | Rusland    | 3   | 1 | 1 | 1 | 78 | 72 | +6  | 3   |
| 3   | Roemenië   | 3   | 1 | 1 | 1 | 63 | 63 | 0   | 3   |
| 4   | IJsland    | 3   | 0 | 0 | 3 | 56 | 78 | −22 | 0   |

| 4 december 2012 18:05 | Montenegro  | 26 – 16 | IJsland       | Millennium Centar, Vršac Toeschouwers: 2.800 Scheidsrechters: Gousko, Repkin (BLR) |
| 4 december 2012 18:05 | Bulatović 7 | (10–7)  | Bragadóttir 5 | Millennium Centar, Vršac Toeschouwers: 2.800 Scheidsrechters: Gousko, Repkin (BLR) |
| 4 december 2012 18:05 | 3× 5×       | verslag | 3× 4×         | Millennium Centar, Vršac Toeschouwers: 2.800 Scheidsrechters: Gousko, Repkin (BLR) |

| 4 december 2012 20:15 | Roemenië | 21 – 21 | Rusland    | Millennium Centar, Vršac Toeschouwers: 3.200 Scheidsrechters: Marić, Mašić (SRB) |
| 4 december 2012 20:15 | Curea 9  | (12–7)  | Khmyrova 6 | Millennium Centar, Vršac Toeschouwers: 3.200 Scheidsrechters: Marić, Mašić (SRB) |
| 4 december 2012 20:15 | 3× 4×    | verslag | 3×         | Millennium Centar, Vršac Toeschouwers: 3.200 Scheidsrechters: Marić, Mašić (SRB) |

| 5 december 2012 18:05 | Rusland    | 27 – 30 | Montenegro            | Millennium Centar, Vršac Toeschouwers: 1.000 Scheidsrechters: Opava, Válek (CZE) |
| 5 december 2012 18:05 | Postnova 5 | (14–20) | Knežević, Radičević 6 | Millennium Centar, Vršac Toeschouwers: 1.000 Scheidsrechters: Opava, Válek (CZE) |
| 5 december 2012 18:05 | 1×         | verslag | 3× 4×                 | Millennium Centar, Vršac Toeschouwers: 1.000 Scheidsrechters: Opava, Válek (CZE) |

| 5 december 2012 20:15 | IJsland      | 19 – 22 | Roemenië   | Millennium Centar, Vršac Toeschouwers: 2.700 Scheidsrechters: Lythje, Christiansen (DEN) |
| 5 december 2012 20:15 | Jónsdóttir 5 | (13–15) | Brădeanu 7 | Millennium Centar, Vršac Toeschouwers: 2.700 Scheidsrechters: Lythje, Christiansen (DEN) |
| 5 december 2012 20:15 | 3× 4×        | verslag | 4× 3×      | Millennium Centar, Vršac Toeschouwers: 2.700 Scheidsrechters: Lythje, Christiansen (DEN) |

| 7 december 2012 18:05 | Rusland         | 30 – 21 | IJsland      | Millennium Centar, Vršac Toeschouwers: 3.000 Scheidsrechters: Bonaventura, Bonaventura (FRA) |
| 7 december 2012 18:05 | Postnova, Sen 5 | (15–8)  | Jónsdóttir 4 | Millennium Centar, Vršac Toeschouwers: 3.000 Scheidsrechters: Bonaventura, Bonaventura (FRA) |
| 7 december 2012 18:05 | 2× 3×           | verslag | 3× 2×        | Millennium Centar, Vršac Toeschouwers: 3.000 Scheidsrechters: Bonaventura, Bonaventura (FRA) |

| 7 december 2012 20:15 | Roemenië   | 20 – 23 | Montenegro  | Millennium Centar, Vršac Toeschouwers: 4.000 Scheidsrechters: Brunovský, Čanda (SVK) |
| 7 december 2012 20:15 | Brădeanu 6 | (10–9)  | Bulatović 9 | Millennium Centar, Vršac Toeschouwers: 4.000 Scheidsrechters: Brunovský, Čanda (SVK) |
| 7 december 2012 20:15 | 4× 2×      | verslag | 3× 2×       | Millennium Centar, Vršac Toeschouwers: 4.000 Scheidsrechters: Brunovský, Čanda (SVK) |

## Hoofdronde
De top 2 teams plaatsten zich voor de halve finales. De nummers 3 spelen om de 5e en 6e plaats.
|  | geplaatst voor de halve finales |
|  | spelen om de 5e en 6e plaats    |

### Groep I
| Pos | Team       | Wed | W | G | V | DV  | DT  | DS  | Ptn |
| --- | ---------- | --- | - | - | - | --- | --- | --- | --- |
| 1   | Noorwegen  | 5   | 4 | 0 | 1 | 140 | 124 | +16 | 8   |
| 2   | Servië     | 5   | 3 | 1 | 1 | 124 | 118 | +6  | 7   |
| 3   | Denemarken | 5   | 3 | 0 | 2 | 148 | 146 | +2  | 6   |
| 4   | Zweden     | 5   | 2 | 1 | 2 | 127 | 127 | 0   | 5   |
| 5   | Frankrijk  | 5   | 2 | 0 | 3 | 111 | 115 | −4  | 4   |
| 6   | Tsjechië   | 5   | 0 | 0 | 5 | 121 | 141 | −20 | 0   |

| 10 december 2012 16:10 | Tsjechië                  | 30 – 33 | Denemarken  | Kombank Arena, Belgrado Toeschouwers: 400 Scheidsrechters: Florescu, Duţă (ROU) |
| 10 december 2012 16:10 | Knedlíková, Kutlvašrová 6 | (12–13) | Nørgaard 10 | Kombank Arena, Belgrado Toeschouwers: 400 Scheidsrechters: Florescu, Duţă (ROU) |
| 10 december 2012 16:10 | 4×                        | verslag | 2× 4×       | Kombank Arena, Belgrado Toeschouwers: 400 Scheidsrechters: Florescu, Duţă (ROU) |

| 10 december 2012 18:10 | Noorwegen | 30 – 19 | Frankrijk  | Kombank Arena, Belgrado Toeschouwers: 500 Scheidsrechters: Marín, García (ESP) |
| 10 december 2012 18:10 | Sulland 7 | (14–10) | Baudouin 5 | Kombank Arena, Belgrado Toeschouwers: 500 Scheidsrechters: Marín, García (ESP) |
| 10 december 2012 18:10 | 3× 5×     | verslag | 3× 2×      | Kombank Arena, Belgrado Toeschouwers: 500 Scheidsrechters: Marín, García (ESP) |

| 10 december 2012 20:10 | Servië    | 23 – 23 | Zweden       | Kombank Arena, Belgrado Toeschouwers: 5.000 Scheidsrechters: Stoļarovs, Līcis (LAT) |
| 10 december 2012 20:10 | Rajović 5 | (13–14) | Torstenson 8 | Kombank Arena, Belgrado Toeschouwers: 5.000 Scheidsrechters: Stoļarovs, Līcis (LAT) |
| 10 december 2012 20:10 | 2×        | verslag | 2×           | Kombank Arena, Belgrado Toeschouwers: 5.000 Scheidsrechters: Stoļarovs, Līcis (LAT) |

| 11 december 2012 16:10 | Tsjechië    | 22 – 24 | Frankrijk | Kombank Arena, Belgrado Toeschouwers: 800 Scheidsrechters: Brehmer, Skowronek (POL) |
| 11 december 2012 16:10 | Chrenková 4 | (10–14) | Ayglon 6  | Kombank Arena, Belgrado Toeschouwers: 800 Scheidsrechters: Brehmer, Skowronek (POL) |
| 11 december 2012 16:10 | 4× 2×       | verslag | 3× 2×     | Kombank Arena, Belgrado Toeschouwers: 800 Scheidsrechters: Brehmer, Skowronek (POL) |

| 11 december 2012 18:10 | Noorwegen | 28 – 25 | Zweden     | Kombank Arena, Belgrado Toeschouwers: 1.200 Scheidsrechters: Horvárth, Márton (HUN) |
| 11 december 2012 18:10 | Edin 9    | (12–14) | Gulldén 10 | Kombank Arena, Belgrado Toeschouwers: 1.200 Scheidsrechters: Horvárth, Márton (HUN) |
| 11 december 2012 18:10 | 3× 2×     | verslag | 3×         | Kombank Arena, Belgrado Toeschouwers: 1.200 Scheidsrechters: Horvárth, Márton (HUN) |

| 11 december 2012 20:10 | Servië        | 29 – 26 | Denemarken  | Kombank Arena, Belgrado Toeschouwers: 5.000 Scheidsrechters: Marín, García (ESP) |
| 11 december 2012 20:10 | Damnjanović 8 | (16–14) | Jørgensen 5 | Kombank Arena, Belgrado Toeschouwers: 5.000 Scheidsrechters: Marín, García (ESP) |
| 11 december 2012 20:10 | 4× 6×         | verslag | 2× 3×       | Kombank Arena, Belgrado Toeschouwers: 5.000 Scheidsrechters: Marín, García (ESP) |

| 13 december 2012 16:10 | Tsjechië    | 26 – 35 | Zweden       | Kombank Arena, Belgrado Toeschouwers: 1.500 Scheidsrechters: Florescu, Duţă (ROU) |
| 13 december 2012 16:10 | Chrenková 7 | (14–14) | Fogelström 7 | Kombank Arena, Belgrado Toeschouwers: 1.500 Scheidsrechters: Florescu, Duţă (ROU) |
| 13 december 2012 16:10 | 3× 1×       | verslag | 3×           | Kombank Arena, Belgrado Toeschouwers: 1.500 Scheidsrechters: Florescu, Duţă (ROU) |

| 13 december 2012 18:10 | Servië    | 18 – 17 | Frankrijk | Kombank Arena, Belgrado Toeschouwers: 8.000 Scheidsrechters: Gousko, Repkin (BLR) |
| 13 december 2012 18:10 | Rajović 5 | (10–6)  | Signate 4 | Kombank Arena, Belgrado Toeschouwers: 8.000 Scheidsrechters: Gousko, Repkin (BLR) |
| 13 december 2012 18:10 | 3× 2×     | verslag | 4× 3×     | Kombank Arena, Belgrado Toeschouwers: 8.000 Scheidsrechters: Gousko, Repkin (BLR) |

| 13 december 2012 20:10 | Noorwegen         | 33 – 35 | Denemarken | Kombank Arena, Belgrado Toeschouwers: 2.500 Scheidsrechters: Horvárth, Márton (HUN) |
| 13 december 2012 20:10 | Sulland, Alstad 6 | (17–15) | Burgaard 8 | Kombank Arena, Belgrado Toeschouwers: 2.500 Scheidsrechters: Horvárth, Márton (HUN) |
| 13 december 2012 20:10 | 3×                | verslag | 3×         | Kombank Arena, Belgrado Toeschouwers: 2.500 Scheidsrechters: Horvárth, Márton (HUN) |

### Groep II
| Pos | Team       | Wed | W | G | V | DV  | DT  | DS | Ptn |
| --- | ---------- | --- | - | - | - | --- | --- | -- | --- |
| 1   | Montenegro | 5   | 4 | 0 | 1 | 128 | 123 | +5 | 8   |
| 2   | Hongarije  | 5   | 3 | 0 | 2 | 132 | 130 | +2 | 6   |
| 3   | Rusland    | 5   | 1 | 3 | 1 | 130 | 127 | +3 | 5   |
| 4   | Duitsland  | 5   | 2 | 1 | 2 | 119 | 116 | +3 | 5   |
| 5   | Roemenië   | 5   | 1 | 1 | 3 | 114 | 120 | −6 | 3   |
| 6   | Spanje     | 5   | 1 | 1 | 3 | 128 | 135 | −7 | 3   |

| 9 december 2012 16:15 | Spanje              | 26 – 31 | Roemenië       | SPC Vojvodina, Novi Sad Toeschouwers: 700 Scheidsrechters: Bonaventura, Bonaventura (FRA) |
| 9 december 2012 16:15 | Fernández, Mangué 5 | (12–15) | Neagu, Curea 7 | SPC Vojvodina, Novi Sad Toeschouwers: 700 Scheidsrechters: Bonaventura, Bonaventura (FRA) |
| 9 december 2012 16:15 | 3× 4×               | verslag | 2× 1×          | SPC Vojvodina, Novi Sad Toeschouwers: 700 Scheidsrechters: Bonaventura, Bonaventura (FRA) |

| 9 december 2012 18:15 | Hongarije     | 26 – 28 | Montenegro  | SPC Vojvodina, Novi Sad Toeschouwers: 1.500 Scheidsrechters: Opava, Válek (CZE) |
| 9 december 2012 18:15 | Szucsánszki 8 | (9–15)  | Radičević 9 | SPC Vojvodina, Novi Sad Toeschouwers: 1.500 Scheidsrechters: Opava, Válek (CZE) |
| 9 december 2012 18:15 | 3× 1×         | verslag | 2× 5× 2×    | SPC Vojvodina, Novi Sad Toeschouwers: 1.500 Scheidsrechters: Opava, Válek (CZE) |

| 9 december 2012 20:15 | Duitsland   | 26 – 26 | Rusland    | SPC Vojvodina, Novi Sad Toeschouwers: 600 Scheidsrechters: Marić, Mašić (SRB) |
| 9 december 2012 20:15 | Steinbach 9 | (16–13) | Khmyrova 6 | SPC Vojvodina, Novi Sad Toeschouwers: 600 Scheidsrechters: Marić, Mašić (SRB) |
| 9 december 2012 20:15 | 3×          | verslag | 3×         | SPC Vojvodina, Novi Sad Toeschouwers: 600 Scheidsrechters: Marić, Mašić (SRB) |

| 11 december 2012 16:15 | Spanje    | 25 – 25 | Rusland    | SPC Vojvodina, Novi Sad Toeschouwers: 800 Scheidsrechters: Crnojević, Kostecki-Radić (CRO) |
| 11 december 2012 16:15 | Martín 11 | (13–14) | Postnova 7 | SPC Vojvodina, Novi Sad Toeschouwers: 800 Scheidsrechters: Crnojević, Kostecki-Radić (CRO) |
| 11 december 2012 16:15 | 3×        | verslag | 3× 1×      | SPC Vojvodina, Novi Sad Toeschouwers: 800 Scheidsrechters: Crnojević, Kostecki-Radić (CRO) |

| 11 december 2012 18:15 | Duitsland   | 27 – 20 | Montenegro  | SPC Vojvodina, Novi Sad Toeschouwers: 1.000 Scheidsrechters: Bonaventura, Bonaventura (FRA) |
| 11 december 2012 18:15 | Steinbach 7 | (14–9)  | Bulatović 6 | SPC Vojvodina, Novi Sad Toeschouwers: 1.000 Scheidsrechters: Bonaventura, Bonaventura (FRA) |
| 11 december 2012 18:15 | 3×          | verslag | 3×          | SPC Vojvodina, Novi Sad Toeschouwers: 1.000 Scheidsrechters: Bonaventura, Bonaventura (FRA) |

| 11 december 2012 20:15 | Hongarije | 25 – 19 | Roemenië         | SPC Vojvodina, Novi Sad Toeschouwers: 1.200 Scheidsrechters: Gousko, Repkin (BLR) |
| 11 december 2012 20:15 | Vérten 7  | (14–12) | Neagu, Nechita 6 | SPC Vojvodina, Novi Sad Toeschouwers: 1.200 Scheidsrechters: Gousko, Repkin (BLR) |
| 11 december 2012 20:15 | 3× 2×     | verslag | 3× 1×            | SPC Vojvodina, Novi Sad Toeschouwers: 1.200 Scheidsrechters: Gousko, Repkin (BLR) |

| 13 december 2012 16:15 | Spanje      | 23 – 27 | Montenegro  | SPC Vojvodina, Novi Sad Toeschouwers: 1.200 Scheidsrechters: Brehmer, Skowronek (POL) |
| 13 december 2012 16:15 | Fernández 7 | (16–13) | Bulatović 6 | SPC Vojvodina, Novi Sad Toeschouwers: 1.200 Scheidsrechters: Brehmer, Skowronek (POL) |
| 13 december 2012 16:15 | 4×          | verslag | 4× 7×       | SPC Vojvodina, Novi Sad Toeschouwers: 1.200 Scheidsrechters: Brehmer, Skowronek (POL) |

| 13 december 2012 18:15 | Duitsland   | 25 – 23 | Roemenië             | SPC Vojvodina, Novi Sad Toeschouwers: 1.200 Scheidsrechters: Opava, Válek (CZE) |
| 13 december 2012 18:15 | Steinbach 8 | (16–9)  | Vădineanu, Nechita 7 | SPC Vojvodina, Novi Sad Toeschouwers: 1.200 Scheidsrechters: Opava, Válek (CZE) |
| 13 december 2012 18:15 | 3×          | verslag | 4× 2× 1×             | SPC Vojvodina, Novi Sad Toeschouwers: 1.200 Scheidsrechters: Opava, Válek (CZE) |

| 13 december 2012 20:15 | Hongarije    | 25 – 31 | Rusland  | SPC Vojvodina, Novi Sad Toeschouwers: 1.200 Scheidsrechters: Crnojević, Kostecki-Radić (CRO) |
| 13 december 2012 20:15 | Rédei Soós 5 | (11–13) | Ilyina 7 | SPC Vojvodina, Novi Sad Toeschouwers: 1.200 Scheidsrechters: Crnojević, Kostecki-Radić (CRO) |
| 13 december 2012 20:15 | 3× 2×        | verslag | 3× 4×    | SPC Vojvodina, Novi Sad Toeschouwers: 1.200 Scheidsrechters: Crnojević, Kostecki-Radić (CRO) |

## Eindronde

### Wedstrijd om de 5e en 6e plaats
| 15 december 2012 12:00 | Denemarken           | 32 – 30 | Rusland | Kombank Arena, Belgrado Toeschouwers: 800 Scheidsrechters: Marić, Mašić (Servië) |
| 15 december 2012 12:00 | Nørgaard, Burgaard 8 | (15–15) | Sen 6   | Kombank Arena, Belgrado Toeschouwers: 800 Scheidsrechters: Marić, Mašić (Servië) |
| 15 december 2012 12:00 | 3× 5×                | verslag | 3×      | Kombank Arena, Belgrado Toeschouwers: 800 Scheidsrechters: Marić, Mašić (Servië) |

### Halve finales
| 15 december 2012 14:30 | Noorwegen                | 30 – 19 | Hongarije | Kombank Arena, Belgrado Toeschouwers: 5.000 Scheidsrechters: Bonaventura, Bonaventura (Frankrijk) |
| 15 december 2012 14:30 | Edin, Riegelhuth Koren 6 | (16–11) | Görbicz 6 | Kombank Arena, Belgrado Toeschouwers: 5.000 Scheidsrechters: Bonaventura, Bonaventura (Frankrijk) |
| 15 december 2012 14:30 | 3× 4×                    | verslag | 3×        | Kombank Arena, Belgrado Toeschouwers: 5.000 Scheidsrechters: Bonaventura, Bonaventura (Frankrijk) |

| 15 december 2012 17:00 | Servië      | 26 – 27 | Montenegro | Kombank Arena, Belgrado Toeschouwers: 13.000 Scheidsrechters: Stoļarovs, Līcis (Letland) |
| 15 december 2012 17:00 | Filipović 7 | (14–13) | Knežević 8 | Kombank Arena, Belgrado Toeschouwers: 13.000 Scheidsrechters: Stoļarovs, Līcis (Letland) |
| 15 december 2012 17:00 | 3× 4×       | verslag | 4× 3×      | Kombank Arena, Belgrado Toeschouwers: 13.000 Scheidsrechters: Stoļarovs, Līcis (Letland) |

### Troostfinale
| 16 december 2012 14:30 | Hongarije                           | 41 – 38 (n.V.) | Servië         | Kombank Arena, Belgrado Toeschouwers: 11.000 Scheidsrechters: Gousko, Repkin (Wit-Rusland) |
| 16 december 2012 14:30 | Viktória Rédei Soós 9               | (21–19)        | Drie spelers 7 | Kombank Arena, Belgrado Toeschouwers: 11.000 Scheidsrechters: Gousko, Repkin (Wit-Rusland) |
| 16 december 2012 14:30 | 4× 1×                               | verslag        | 4×             | Kombank Arena, Belgrado Toeschouwers: 11.000 Scheidsrechters: Gousko, Repkin (Wit-Rusland) |
| 16 december 2012 14:30 | Regulier: 33–33 Verlenging(en): 8–5 |                |                | Kombank Arena, Belgrado Toeschouwers: 11.000 Scheidsrechters: Gousko, Repkin (Wit-Rusland) |

### Finale
| 16 december 2012 17:00 | Noorwegen                                | 31 – 34 (n.2V.) | Montenegro  | Kombank Arena, Belgrado Toeschouwers: 10.000 Scheidsrechters: Marín, García (Spanje) |
| 16 december 2012 17:00 | Alstad 11                                | (11–12)         | Knežević 10 | Kombank Arena, Belgrado Toeschouwers: 10.000 Scheidsrechters: Marín, García (Spanje) |
| 16 december 2012 17:00 | 3× 2×                                    | Verslag         | 4× 7×       | Kombank Arena, Belgrado Toeschouwers: 10.000 Scheidsrechters: Marín, García (Spanje) |
| 16 december 2012 17:00 | Regulier: 24–24 Verlenging(en): 4–4, 3–6 |                 |             | Kombank Arena, Belgrado Toeschouwers: 10.000 Scheidsrechters: Marín, García (Spanje) |

## Eindrangschikking en onderscheidingen

### Eindrangschikking
| Rang   | Team       |
| ------ | ---------- |
| Goud   | Montenegro |
| Zilver | Noorwegen  |
| Brons  | Hongarije  |
| 4      | Servië     |
| 5      | Denemarken |
| 6      | Rusland    |
| 7      | Duitsland  |
| 8      | Zweden     |
| 9      | Frankrijk  |
| 10     | Roemenië   |
| 11     | Spanje     |
| 12     | Tsjechië   |
| 13     | Kroatië    |
| 14     | Oekraïne   |
| 15     | IJsland    |
| 16     | Macedonië  |

|  | Gekwalificeerd voor het WK 2013.                       |
|  | Reeds gekwalificeerd voor het WK 2013 als titelhouder. |
|  | Reeds gekwalificeerd voor het WK 2013 als gastland.    |
|  | Naar play-offs kwalificatie WK 2013.                   |

| 2012 Europees kampioen vrouwen · Montenegro · 1e titel Selectie: Marina Vukčević, Radmila Miljanić, Biljana Pavićević, Jovanka Radičević, Ana Đokić, Jelena Despotović, Marija Jovanović, Anđela Bulatović, Sonja Barjaktarović, Andrea Klikovac, Sara Vukčević, Jasna Tošković, Sandra Nikčević, Suzana Lazović, Katarina Bulatović, Majda Mehmedović en Milena Knežević. · Bondscoach: Dragan Adžić. |

### Onderscheidingen
All-Star Team
- Keeper:  Katrine Lunde
- Rechterhoek:  Jovanka Radičević
- Rechteropbouw:  Katarina Bulatović
- Middenopbouw:  Andrea Lekić
- Linkeropbouw:  Sanja Damnjanović
- Linkerhoek:  Polina Kuznetsova
- Cirkelloper:  Heidi Løke

Overige onderscheidingen
- Meest waardevolle speler:  Anja Edin
- Best verdedigende speler:  Anja Althaus